# Melolontha satsumaensis
Melolontha satsumaensis är en skalbaggsart som beskrevs av Niijima och Sôichirô Kinoshita 1923. Melolontha satsumaensis ingår i släktet Melolontha och familjen Melolonthidae. Utöver nominatformen finns också underarten M. s. shikokuana.